# Allomethus brimleyi
Allomethus brimleyi är en tvåvingeart som beskrevs av Hardy 1943. Allomethus brimleyi ingår i släktet Allomethus och familjen ögonflugor.
Artens utbredningsområde är North Carolina. Inga underarter finns listade i Catalogue of Life.